# Morpho anaxibia
Morpho anaxibia es una especie de lepidóptero ditrisio del género Morpho, de la familia Nymphalidae. Habita en regiones selváticas del centro-este de Sudamérica.

## Taxonomía y características
Esta especie fue descrita originalmente en el año 1801 por el entomólogo y naturalista alemán Eugenius Johann Christoph Esper, bajo el nombre científico de Papilio anaxibia. 
Se la sitúa en el subgénero Iphixibia Le Moult & Réal 1962.

## Distribución geográfica
Morpho anaxibia se distribuye en selvas del centro-este de Sudamérica. Se la encuentra en Argentina, Bolivia, en sudeste del Brasil, el este del Paraguay y el nordeste de la Argentina, en la provincia de Misiones, donde es protegida, por ejemplo, en el parque nacional Iguazú.

## Costumbres
Morpho anaxibia es una mariposa grande, llamativa, de vuelo poderoso, lento, ondulante, a baja o media altura, con habituales planeos y bruscos aleteos, generalmente recorriendo senderos en sectores umbríos y húmedos de las selvas donde habita. Se posa sobre frutos fermentados que caen al piso, o sobre excrementos. Al ser asustada se aleja de la amenaza hacia sectores densos volando rápida y erráticamente para desorientar a la fuente de peligro, aumentando la celada posándose de repente para quedar totalmente quieta y con las alas cerradas, confiando en su mimetismo alar ventral.